# Dolichopeza (Nesopeza) aphotisma
Dolichopeza (Nesopeza) aphotisma is een tweevleugelige uit de familie langpootmuggen (Tipulidae). De soort komt voor in het Oriëntaals gebied.